# Spacewatch
Spacewatch – projekt badawczy Uniwersytetu Arizony, specjalizujący się w badaniu małych obiektów Układu Słonecznego, w szczególności zaś rozmaitych typów planetoid i komet.
Liderem projektu jest dr Robert McMillan.
Zespół Spacewatch odkrył jeden z księżyców Jowisza, Callirrhoe, który początkowo błędnie uznawany był za planetoidę. Innymi godnymi odnotowania odkryciami były m.in. (5145) Pholus, (20000) Waruna, 1998 KY26, 1997 XF11 oraz 1995 TL8. Członkowie zespołu ponadto zlokalizowali (719) Albert – obiekt, który "zgubił się" na pewien czas innym astronomom oraz znaleźli komety okresowe 125P/Spacewatch, 283P/Spacewatch i 293P/Spacewatch.
Ciekawym pomysłem, prowadzonym przez Spacewatch w latach 2003 – 2006 był projekt FMO Spacewatch umożliwiający internautom poszukiwanie nowych obiektów FMO na zdjęciach publikowanych na stronie projektu.
W ramach tego przeglądu nieba z Obserwatorium Kitt Peak w latach 1973–2012 odkryto 73 144 planetoidy, a Lunar and Planetary Laboratory w latach 1995–2010 odkryło dalsze 3659 planetoid.